# Prophecy (Tüür)
Prophecy is een compositie van de Est Erkki-Sven Tüür.
Het verzoek tot het werk dateerde al vanaf 2002. Toen benaderde de accordeonist Mika Väyrynen de componist om een werk te schrijven voor zijn muziekinstrument. Het verzoek kwam in een periode dat Tüür zijn muziekstijl aan het aanpassen was richting wat hij zelf noemde Vectormuziek. Bovendien zijn voorbeelden van concerto's voor accordeon niet in ruime mate beschikbaar. Alhoewel in de landen rondom de Oostzee de accordeon wellicht meer ingeburgerd is in de serieuze muziek dan elders, vond de componist het een hachelijke onderneming. Pas in 2006 begon hij daadwerkelijk aan het accordeonconcert te werken. Het concert kent een vierdelige opzet, maar alle delen dragen de naam "Attaca". Voor het overige heeft het een structuur van klassieke concerto’s. In het eerste deel probeert de solist zich in de passen in de klankkleur van het orkest en probeert de componist de klanken te laten samensmelten. In het tweede deel is de voortgang het belangrijkste onderwerp. Tevens wordt de accordeon hier mee als soloinstrument neergezet, uitmondend in een cadenza. Deze gaat over in het langzame derde deel, waarbij het volledige register (van laag naar hoog en omgekeerd) wordt gebruikt. Het vierde deel laat nou juist het frivole van de accordeon horen, het volkse karakter komt boven, zonder dat het tot echt dansbare muziek komt.
De titel Prophecy (voorspelling) kwam pas nadat het werk op de lessenaar had gestaan. De dirigent, die de première zou leiden, kon het werk “vooruit” zien klinken. Componist en dirigent waren het snel eens over de titel Prophecy. Later voegde de componist bij, dat voorspellers/profeten al gedurende de gehele menselijke geschiedenis gerespecteerd dan wel verketterd werden om hun inzichten.
Het werk kreeg haar première op 11 oktober 2007 in de concertzaal van Turku. Dirigent Olari Elts gaf leiding aan de solist Mika Väynynen met het Turku Philharmonisch Orkest. Dat orkest was samen met het Orchestre de Bretagne de sponsor van dit werk.
Orkestratie:
- accordeon
- 2 dwarsfluiten, 2 hobo’s, 2 klarinetten, 2 fagotten
- 2 hoorns, 2 trompetten, 2 trombones
- 2 man/vrouw percussie
- violen, altviolen, celli, contrabassen